# Suicide Silence (альбом)
Suicide Silence — пятый студийный альбом группы Suicide Silence, вышедший 24 февраля 2017 года на лейбле Nuclear Blast.
Ещё на третьем альбоме, The Black Crown, коллектив начал экспериментировать с жанром ню-метал, записав совместную с Джонатаном Дэвисом композицию «Witness the Addiction». После смерти Митча Лакера коллектив так же продолжил играть дэткор на альбоме You Can't Stop Me.
На данном альбоме Suicide Silence продемонстрировали переход от традиционного звучания дэткора в сторону ню-метала и альтернативного метала. Первая композиция «Doris», по звучанию напоминающая Deftones и Korn, вышла 6 января 2017 года и была воспринята фанатами негативно. Следующая композиция «Silence» вышла 1 февраля 2017. На композицию «Dying in a Red Room» был снят клип и вышел он 25 февраля 2017.
Это первый альбом группы, в котором в большом количестве используется чистый вокал.

## Критика
| Оценки критиков | Оценки критиков |
| Источник        | Оценка          |
| --------------- | --------------- |
| Exclaim!        | [ 2 ]           |
| Metal Hammer    | [ 10 ]          |
| MetalSucks      | [ 11 ]          |
| Rock Sins       | [ 12 ]          |
| Rock Sound      | [ 13 ]          |
| Metal Injection | [ 3 ]           |

Альбом получил преимущественно негативные отзывы. Так, Джо Смит-энгельхарт из Exclaim!, оценил альбом на 1/10, добавив, что Suicide Silence больше похожи на «гаражную группу, исполняющую каверы на Korn и Deftones». Rock Sound также подверг критике альбом, отметив, что «группа окончательно растеряла свое былое величие». Metal Hammer описал альбом в схожем ключе, назвав его «сбивающим с толку».
MetalSucks, оценили альбом несколько лучше, по мнению рецензента, это «просто странный альбом альтернативного метала» уровня экспериментов Metallica на Lulu или St. Anger. Помимо этого он добавил, что «Suicide Silence никогда не звучали так неубедительно». Подытоживая,  обозреватель  написал: «Я не уверен, что Suicide Silence — это хорошая запись, но все же хорошо, что они собрались и сделали хоть что-то».

### Продажи
Продажи альбома в первую неделю оказались достаточно низкими: было продано около 4,650 копий альбома, что на 69% ниже чем продажи предыдущего альбома You Can't Stop Me.

## Список композиций
| №                   | Название                                   | Длительность |
| ------------------- | ------------------------------------------ | ------------ |
| 1.                  | «Doris»                                    | 4:28         |
| 2.                  | «Silence»                                  | 4:40         |
| 3.                  | «Listen»                                   | 5:32         |
| 4.                  | «Dying in a Red Room»                      | 4:45         |
| 5.                  | «Hold Me Up, Hold Me Down»                 | 5:18         |
| 6.                  | «Run»                                      | 4:25         |
| 7.                  | «The Zero»                                 | 4:53         |
| 8.                  | «Conformity»                               | 5:53         |
| 9.                  | «Don't Be Careful You Might Hurt Yourself» | 4:20         |
| Общая длительность: | Общая длительность:                        | 44:13        |

## Участники записи
- Эдди Эрмида — вокал
- Марк Хэйлмун — соло-гитара
- Крис Гарза — ритм-гитара
- Дэн Кенни — бас-гитара
- Алекс Лопез — ударные

## Чарты
| Чарт (2017)                          | Позиция |
| ------------------------------------ | ------- |
| Australian Albums (ARIA)             | 78      |
| Германия (Offizielle Top 100)        | 98      |
| США (Billboard 200)                  | 163     |
| США (Billboard Top Hard Rock Albums) | 7       |
| США (Billboard Top Rock Albums)      | 30      |